# Pedro Arrighi

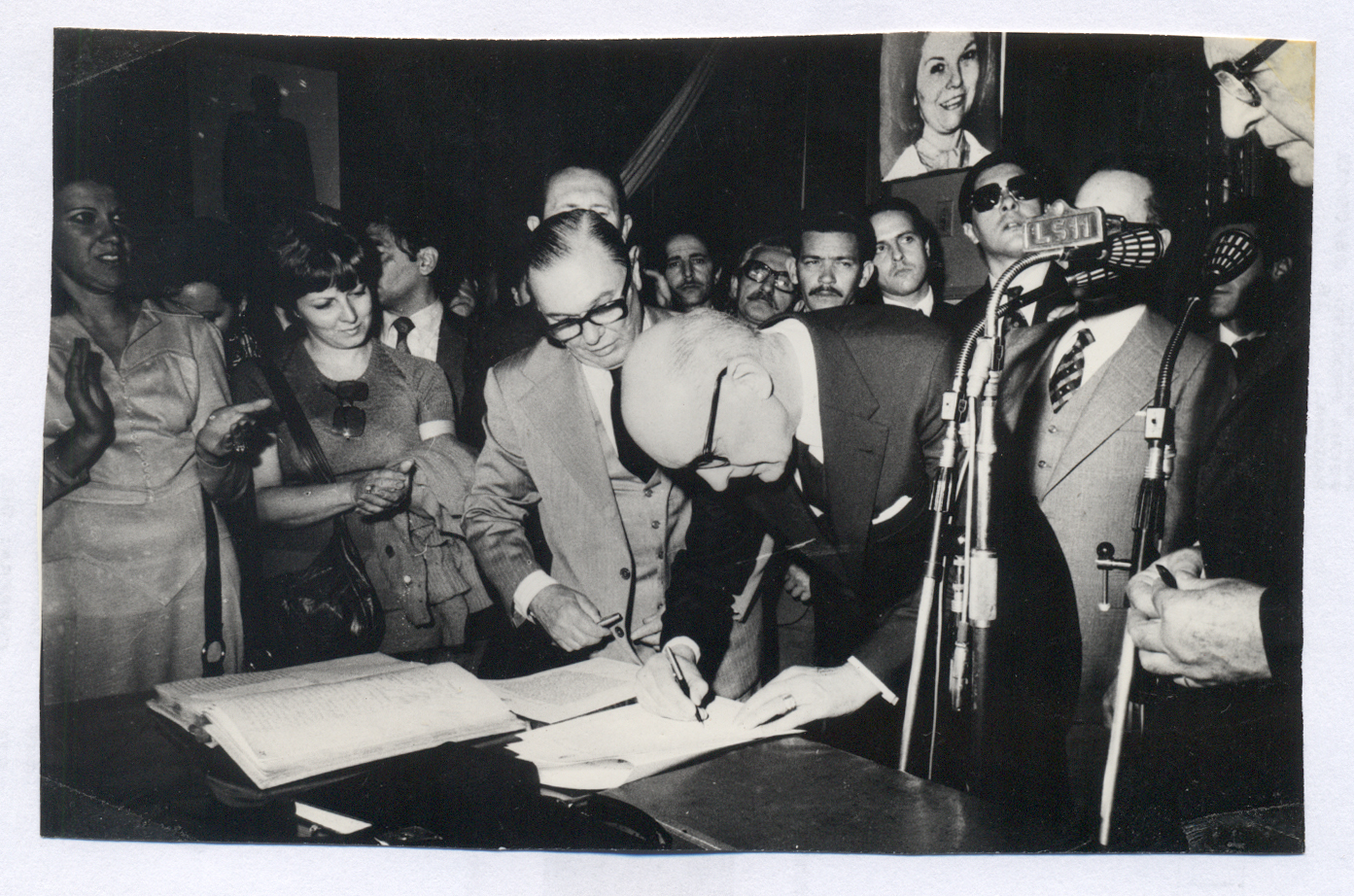
Acto de asunción del interventor Pedro Arrighi en la Universidad Nacional de La Plata, 21 de noviembre de 1974.

Pedro José Arrighi (Buenos Aires, 30 de junio de 1916 - 30 de diciembre de 1986) fue un economista argentino que ejerció como ministro de Educación de su país entre 1975 y 1976, durante la presidencia de María Estela Martínez de Perón. En algunas fuentes es citado como Federico Pedro Arrighi.

## Biografía
Se recibió de economista en la Facultad de Ciencias Económicas de la Universidad de Buenos Aires y fue profesor allí. En 1943 colaboró en la intervención de la dictadura en la provincia de Catamarca y fue por un corto periodo interventor de facto de la provincia entre agosto y septiembre de 1944.
En octubre de 1946 fue nombrado interventor de esa Facultad, hasta el 19 de octubre de 1948. Pretendió cambiar los planes de estudio para adaptarlos a las necesidades de una economía de corte nacionalista, pero no logró completarlos. Luego se incorporó al Instituto Argentino de Promoción del Intercambio (IAPI) como gerente de importaciones. Tras el golpe de 1955 fue arrestado, acusado de malversación de caudales públicos.
Fue interventor de la Universidad Provincial de Mar del Plata desde el 12 de marzo de 1974 hasta el 22 de abril del mismo año. Durante su breve gestión se alejó de los sectores de izquierda peronista y rechazó la unificación con la Universidad Católica de Mar del Plata por diferencias con el rector de la misma, monseñor Eduardo Pironio. El 21 de noviembre de 1974 fue nombrado interventor de la Universidad Nacional de La Plata, apoyado por el gobernador Victorio Calabró y la CGT, mandato durante el cual desplazó de sus cargos a varios profesores identificados como "izquierdistas", buscando una "limpieza moral" de la Universidad, anunciando que aspiraba a lograr el orden, la paz, el ejercicio de la autoridad y la jerarquía. Estos anuncios y sus actos lo acercaron al favorito de la presidenta Martínez de Perón, José López Rega, aunque nunca perteneció a su círculo más cercano ni a la Triple A. También cerró todos los centros de estudiantes de las facultades de la Universidad ya que, en su opinión, "los locales habían sido convertidos en reductos de la subversión y la guerrilla".

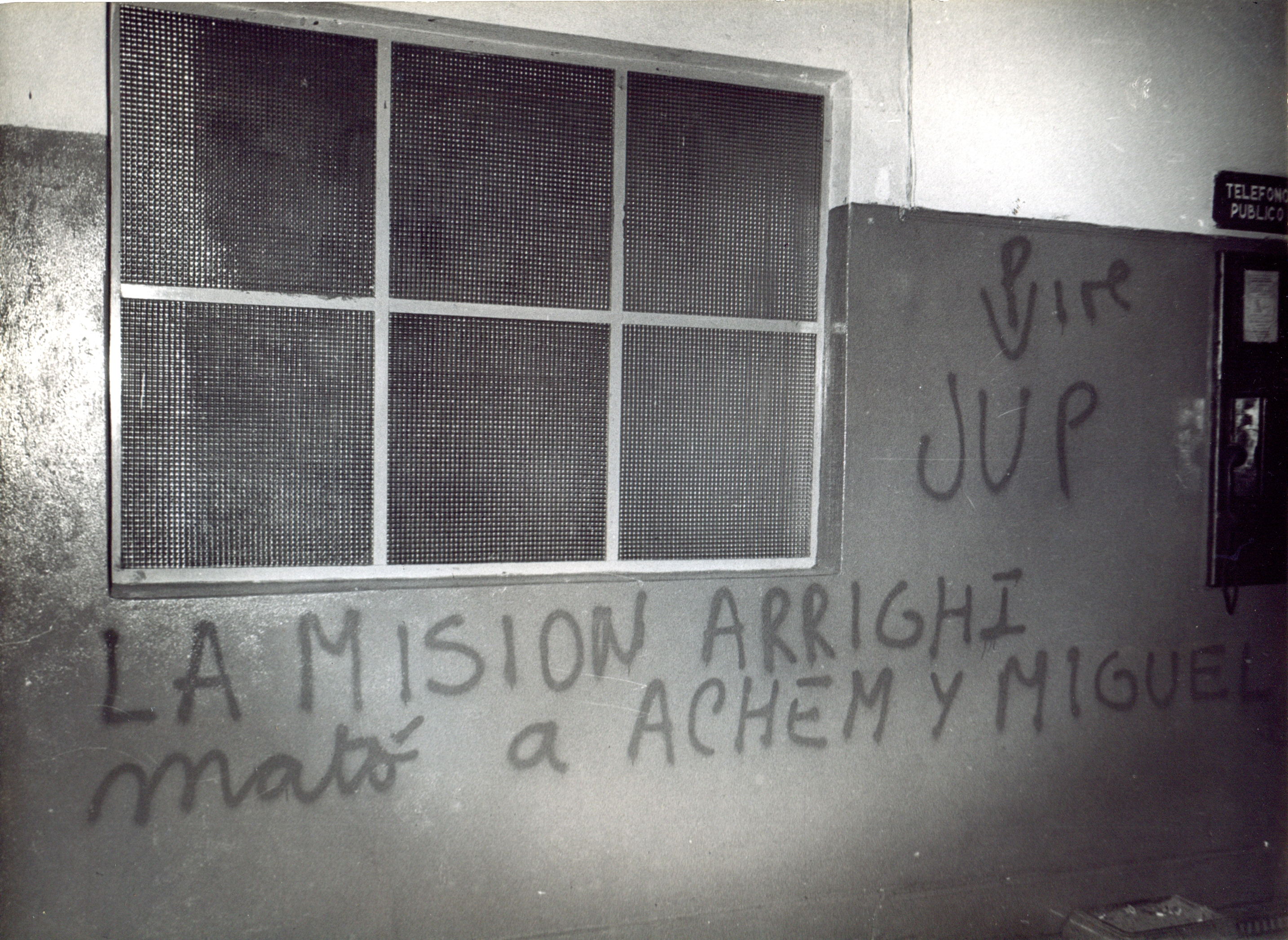
Pintada en la Universidad Nacional de la Plata tras los asesinatos de dos dirigentes sindicales, Rodolfo Francisco Achem y Carlos Alberto Miguel. 9 de diciembre de 1974

En agosto de 1975 fue designado Ministro de Educación de la Nación. Su gestión se vio trabada por sucesivas crisis políticas y por la violencia política, y su único acto de gobierno importante fue una ley que prohibía toda actividad política en las universidades.
Durante la última dictadura militar, iniciada en marzo de 1976, pasó meses arrestado. En marzo de 1983 conformó el grupo verticalista Ortodoxia y Lealtad, con Juan Labaké, Carmelo Amerise, Nicasio Sánchez Toranzo, Esther Fadul y otros. Al año siguiente presidió una Comisión de Enlace entre Isabel Perón y el gobierno nacional de Raúl Alfonsín, que logró la sanción de una ley de amnistía especial para la expresidenta.

Falleció en la ciudad de Buenos Aires en 1986.